# Scorpaenopsis crenulata
Scorpaenopsis crenulata is een straalvinnige vissensoort uit de familie van de schorpioenvissen (Scorpaenidae). De wetenschappelijke naam van de soort is voor het eerst geldig gepubliceerd in 2011 door Motomura & Causse.